# Oxegen 2005
Oxegen 2005 was de tweede editie van het Oxegen muziekfestival. Het muziekfestival duurde van zaterdag 9 tot zondag 10 juli. 70.000 mensen waren aanwezig op het festival, 60.000 daarvan stonden op de camping. De Foo Fighters waren hoofdact op zondag en Green Day op de zaterdag. Televisiezender MTV was verantwoordelijk voor de televisie-uitzendingen binnen Europa.
Een klein gedeelte van de tickets gingen in december 2004 in de vooverkoop. De rest kwam beschikbaar op vrijdag 18 februari. Festivalgangers moesten 150 euro neerleggen voor een weekendticket met camping en 125 euro voor een weekendticket zonder camping. Voor één dag moest je 67 euro betalen. De tickets waren uitverkocht op 3 juni, zes weken voor het muziekfestival. Organisator Denis Desmond van MCD Productions was tevreden:

Voor Oxegen is het zo snel verkopen van tickets voor het begin van het festival al een belangrijke gebeurtenis omdat het festival al zo'n korte geschiedenis heeft. Het laat zien dat het festival zichzelf heeft gevestigd en als een van de meest belangrijke muziekevenementen van Ierland kan worden beschouwd.
— Denis Desmond, 3 juni 2005

## Festival
Er waren in 2005 vijf podia met meer dan 80 artiesten die een optreden gaven op een van de twee dagen. Hoofdact Foo Fighters werd op zondag bijgestaan door Ian Brown, The Prodigy, The Frames, Keane, en The Killers. Daarnaast gaven Green Day, New Order, James Brown, Queens of the Stone Age, Feeder, Kasabian, Razorlight, LCD Soundsystem, Echo & the Bunnymen, Snoop Dogg en The Futureheads een optreden op het muziekfestival.
De Kaiser Chiefs maakten hun debuut op Oxegen als derde act van zaterdag op het Main Stage. Andere bands die hun debuut op Oxegen maakten waren  Bloc Party, The Bravery en Rodrigo y Gabriela.
De Amerikaanse rockgroep Audioslave speelde zondag op het Main Stage. Het was het enige Ierse muziekfestival wat ze aandeden voordat de band werd ontbonden in 2007.
Een optreden van de Amerikaanse indie rockband Bright Eyes werd op de laatste minuut geannuleerd. Ze werden vervangen door de Ierse band 66e. In 2007 stond de band wel op het Pet Sounds Stage.
Op het New Band Stage waren onder andere The Magic Numbers en The Go! Team te zien. Editors gaven ook een optreden op hetzelfde podium. Een jaar later stond de band op het NME Stage, daarna in de Green Room en ten slotte in 2008 op het Main Stage.

### Gezondheid en misdaad
Op het terrein waren 190 hulpverleners actief. Door het warme weer op de zondag hadden enkele bezoekers last van zonnesteek. Ook waren er diverse beveiligers, agenten en politiehonden aanwezig. Er werden bijna 100 arrestaties verricht voor drugsgebruik.

## Line-up

### Zaterdag 9 juli

#### Oxegen Stage
- Green Day (hoofdact)
- Björn Again
- The Frames
- Queens of the Stone Age
- Snoop Dogg
- Razorlight
- Kaiser Chiefs
- The Saw Doctors
- The Stands

#### Ticket Stage
- The Prodigy (hoofdact)
- Kasabian
- Bloc Party
- The Bravery
- Echo & the Bunnymen
- Kerbdog
- Eagles of Death Metal
- Nine Black Alps
- The Departure
- Angels of Mons
- The Marshall Stars

#### Green Room
- Ian Brown (hoofdact)
- Interpol
- Athlete
- Bright Eyes (geannuleerd)
- 66e
- KT Tunstall
- HAL
- Stephen Fretwell
- Biffy Clyro
- Flogging Molly
- Countermine

#### New Band Stage
- The Tears (hoofdact)
- The Go! Team
- Future Kings of Spain
- The Dears
- yourcodenameis:milo
- Joe Chester
- Engineers
- The Black Velvets
- Blue Van
- Mainline
- Red Organ Serpent
- The 747s
- Director
- The Gurriers

#### Dance Stage
- Erick Morillo (hoofdact)
- Mylo
- Two Lone Swordsmen
- Slam
- Blackstrobe
- A Gibbs / Hugh Scully / P Taylor / Ivano / S McNaughton
- Johnny Moy
- Fish Go Deep & Tracey K
- Conor G
- Brother J

### Zondag 10 juli

#### Oxegen Stage
- Foo Fighters (hoofdact)
- Keane
- Kaiser Chiefs
- The Killers
- The Streets
- Audioslave
- Feeder
- The Beautiful South
- The Revs

#### Ticket Stage
- New Order (hoofdact)
- Doves
- Josh Ritter
- Jimmy Eat World
- Mundy
- The Ordinary Boys
- Rooster
- Maxïmo Park
- Fightstar

#### Green Room
- James Brown (hoofdact)
- Rodrigo y Gabriela
- Embrace
- The La's
- The Futureheads
- Alabama 3
- Suzanne Vega
- Josh Rouse
- Rilo Kiley
- Bronagh Gallagher
- The Perishers

#### New Band Stage
- Super Furry Animals (hoofdact)
- Brendan Benson
- The Magic Numbers
- Death from Above 1979
- Editors
- Tom Vek
- Humanzi
- The Longcut
- Jackson United
- Leaves
- The Blizzards
- Tony Fitzpatrick

#### Dance Stage
- Deep Dish (hoofdact)
- LCD Soundsystem
- Jacques Lu Cont
- Death in Vegas
- Silicone Soul
- Infadels
- Nic Fanciulli
- Brother J